# Bönebüttel
Bönebüttel är en kommun och ort i Kreis Plön i förbundslandet Schleswig-Holstein i Tyskland.